# Entolasia
Entolasia Stapf é um género botânico pertencente à família Poaceae, subfamília Panicoideae, tribo Paniceae.
Suas espécies ocorrem na África, Ásia, Australásia e Pacífico.

## Espécies
- Entolasia imbricata Stapf
- Entolasia marginata (R. Br.) Hughes
- Entolasia olivacea Stapf
- Entolasia stricta (R. Br.) Hughes
- Entolasia subjuncea  C.E.Hubb.
- Entolasia whiteana C.E. Hubb.